# Can Aymar
Can Aymar és un edifici del municipi de Mataró (Maresme) que forma part de l'Inventari del Patrimoni Arquitectònic de Catalunya.

## Descripció
És un conjunt de dos cases situat a la riera, molt a prop de la casa de la Vila. Els edificis, projectats per Jeroni Boada i Renter, mestre d'obres de la ciutat, a finals del segle xix, disposen d'una façana decorada sota un estil historicista eclèctic: els esgrafiats reprodueixen el més pur estil arabesc que es combina amb uns rosetons simètrics a la part superior de la finca i amb elements neomedievals com les arcuacions de la imposta i els guardapols de les finestres.

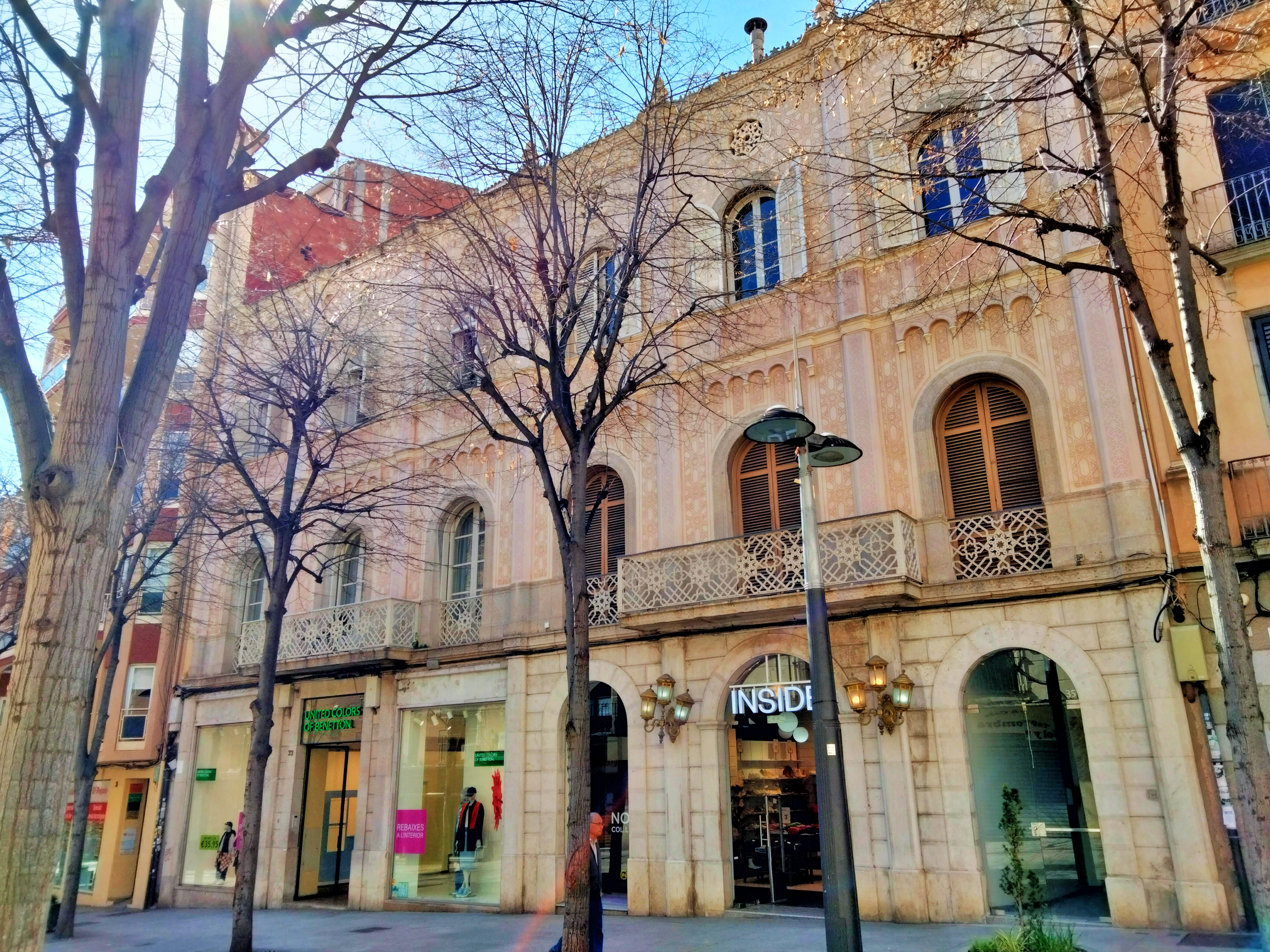
Conjunt de Can Aymar i Can Miracle

Entre ambdues finques hi ha les galeries comercials Aymar. Aquesta construcció catalogada per l'Ajuntament l'any 1981, quedà protegida tant pel que fa a la façana com als volums.